# Hipótesis cinemática
Una hipótesis cinemática es una relación entre los desplazamientos o velocidades de desplazamiento de los puntos de un sólido con una serie de puntos de referencia del mismo.

## Resistencia de materiales
En resistencia de materiales las hipótesis cinemáticas aparecen en el contexto de la teoría de vigas y la teoría de placas. En vigas la hipótesis cinemática relaciona los desplazamientos en cualquier punto de la viga con los desplazamientos y giros del eje baricéntrico de la misma. En placas la hipótesis cinemática relaciona los desplazamientos de cualquier punto de la placa con los del plano medio.
Las hipótesis cinemáticas permiten obtener una solución aproximada del problema elástico de un elemento unidimensional o bidimensional, ya que reducen la dimensionalidad del problema a una (vigas) o dos coordenadas (placas), permitiendo relacionar más fácilmente las fuerzas aplicadas con los desplazamientos y las deformaciones de los sólidos deformables.
- Hipótesis de Navier-Bernouilli
- Hipótesis de Timoshenko-Ousmansky
- Hipótesis de Love-Kirchhoff
- Hipótesis de Reissner-Mindlin

- Datos: Q5898572